# Кэльпепер, Томас
Сэр Томас Кэльпепер (англ. Sir Thomas Culpepers; 1578 — 1662) — английский экономист.
В 1591 году окончил Оксфордский университет без присуждения учёной степени.
Приверженец умеренного меркантилизма, противник высокого процента. Его сочинение озаглавлено: «Tract against the high rate of Usure» (1623); оно перепечатано (с дополнениями) в 1641, затем в 1668, в виде приложения к «Discourse of trade» Джошуа Чайльда.

## Семья
Был женат на Элизабет, дочери Джона Чейни Гастлинга. Имел три сына и восемь дочерей.